# Simpang (ort)
Simpang är en ort i Indonesien.   Den ligger i provinsen Jambi, i den västra delen av landet, 600 km nordväst om huvudstaden Jakarta. Simpang ligger 5 meter över havet och antalet invånare är 36 652.
Terrängen runt Simpang är mycket platt. Runt Simpang är det glesbefolkat, med 11 invånare per kvadratkilometer. Det finns inga andra samhällen i närheten. I omgivningarna runt Simpang växer i huvudsak städsegrön lövskog.